# Verdandi (organisation)
Verdandi är en socialpolitisk organisation i arbetarrörelsen som arbetar med social kontaktverksamhet i bostadsområden, alternativ helg och opinionsbildning.

## Etymologi
Namnet Verdandi kommer från den fornnordiska myten om nornorna Urd, Verdandi och Skuld.

## Historik och verksamhet
Verdandi har sitt ursprung i nykterhetsrörelsen och bildades 1896 när Verdandi bröt sig ut ur IOGT i protest mot synen på den enskilde som ensam ansvarig för sitt missbruk. Verdandi betonade i stället sociala åtgärder för att förebygga missbruk och förbättra människors levnadsvillkor. Verdandi ville även vara en del av arbetarrörelsen och ville verka utan koppling till kristendomen. 
I dag betecknar sig Verdandi som "arbetarnas socialpolitiska organisation" och arbetar för social, ekonomisk och politisk rättvisa – gemenskap, solidaritet och ett alkoholskadefritt samhälle.
Verdandi ger ut tidskriften Verdandisten.

## Organisation
Emmeli Wulfstrand är förbundsordförande. Jessica Carlqvist är förbundssekreterare.

### Ekonomi
Verdandis största inkomst är statliga anslag, vilka 2013 uppgick till 3,3Mkr. Den största utgiften är personalkostnader på 2,7Mkr.